# Tystberga kyrka

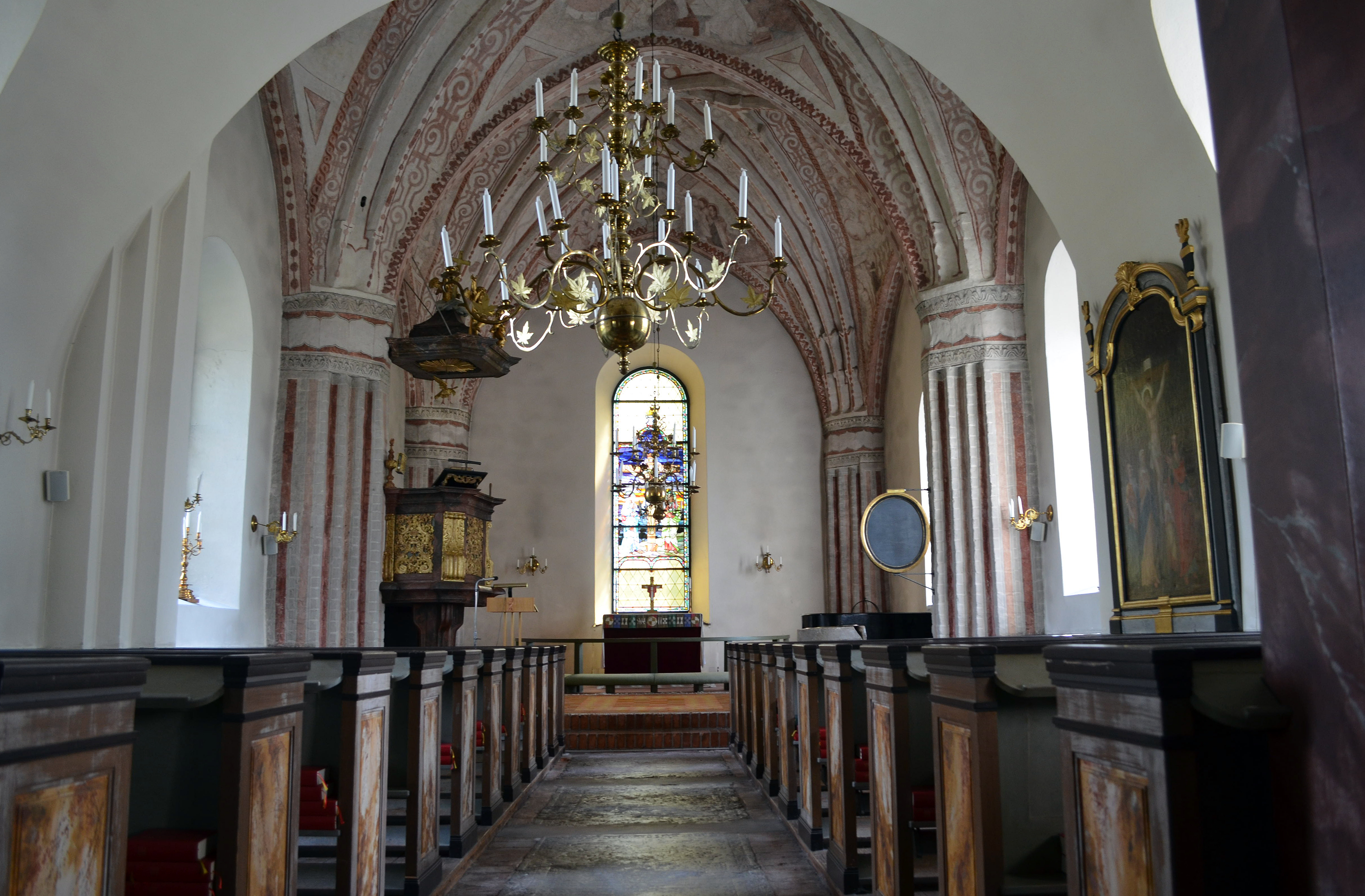
Tystberga kyrkas kyrksal

Tystberga kyrka är en kyrkobyggnad i Tystberga i Strängnäs stift. Den är församlingskyrka i Tystbergabygdens församling.

## Kyrkobyggnaden
Kyrkan har en stomme av sten och består av ett långhus med rakt kor i öster och torn i väster. Norr om koret finns en vidbyggd sakristia.
Kyrkans äldsta delar är från 1100-talet och är bevarade i den västra delen av långhuset. På 1300-talet byggdes kyrkan ut åt öster och tidigare koret ersattes med nuvarande kor av samma bredd som övriga kyrkan. Nuvarande sakristia byggdes. Tornet tillkom under 1400-talet och troligen var det då ett vapenhus vid sydvästra sidan byggdes. Under samma århundrade försågs kyrkorummet med valv som ersatte ett tidigare platt trätak. Stjärnvalven dekorerades 1618 av Peder målare. 1717 revs vapenhuset och ersattes med ett nytt. Åren 1800-1805 byggdes de övre delarna av tornmuren om och nuvarande tornhuven uppfördes efter ritningar av länsbyggmästare Sundström. En stor ombyggnad genomfördes 1881 då vapenhuset och sydvästra ingången murades igen. Nya fönster togs upp. Valvet i kyrkorummets västra del revs och ersattes med ett murat tunnvalv. Sakristian fick då sitt nuvarande valv.

## Inventarier
- Dopfunt i sandsten är daterad till 1200-talet.
- Korfönster med motivet: Korsfästelsen.
- Predikstol med ljudtak, rikt förgylld. Inköpt 1709.
- Öppen bänkinredning.
- Orgelläktare uppförd 1881.

### Orgel
- 1881 bygger E. A. Setterquist & Son, Örebro, en orgel med 6 stämmor med en manual och bi-hängd pedal. Den blev besiktigad 30 september 1881 av kantorn och organisten Carl August Forssberg (1859-1892) i Nyköping. Orgeln blev inrättad så organisten satt vänd mot altaret. Pedalklaveret blev utökad från kontrakterade 20 toner till 25 toner. Orgeln kostade 2 650 kr. i dåtidens valutavärde.[1]

| Manual              | Pedal    | Koppel       |
| ------------------- | -------- | ------------ |
| Borduna 16'         | Bi-hängd | Octavekoppel |
| Principal 8'        |          | Fortokoppel  |
| Salicional 8'       |          | Pianokoppel  |
| Rörflöjt 8'         |          |              |
| Flüte Octaviante 8' |          |              |
| Octava 4'           |          |              |

- Den nuvarande orgeln är byggd 1958 av Marcussen & Sön, Aabenraa, Danmark och är mekanisk.

| Huvudverk I   | Bröstverk II        | Pedal          | Koppel |
| Rörflöjt 8´   | Gedackt 8´          | Subbas 16´     | I/P    |
| Principal 4´  | Rörflöjt 4´         | Gedackt 8´     | II/P   |
| Waldflöjt 2´  | Principal 2´        | Koppelflöjt 4´ | II/I   |
| Mixtur 4 chor | Nasat 1 1/3'        | Kvintadena 2´  |        |
| Dulcian 8'    | Sesquialtera 2 chor | Fagott 16'     |        |
|               | Cymbel 2 chor       |                |        |
|               | Tremulant           |                |        |

## Bilder

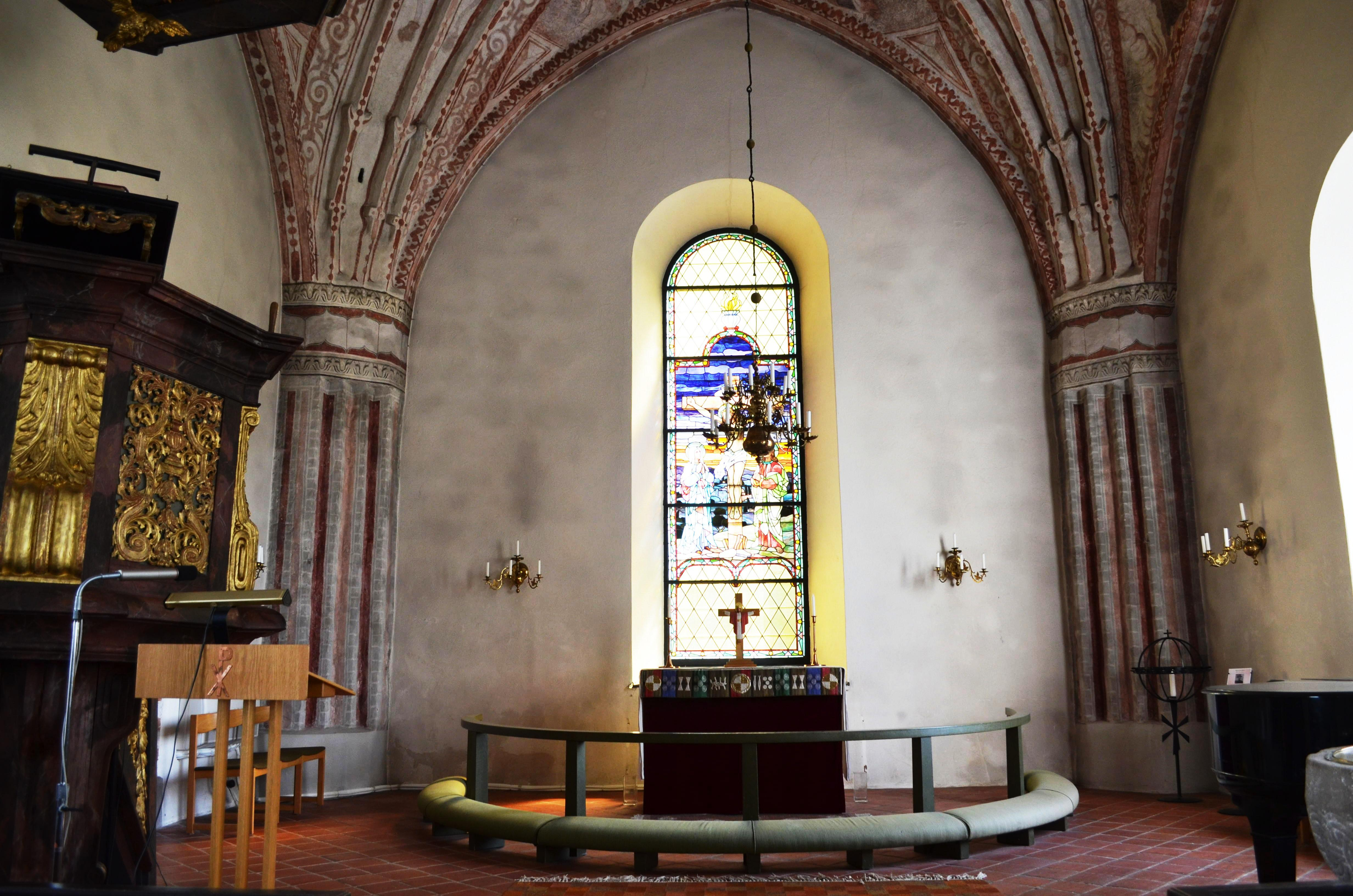
Tystberga kyrkas altare
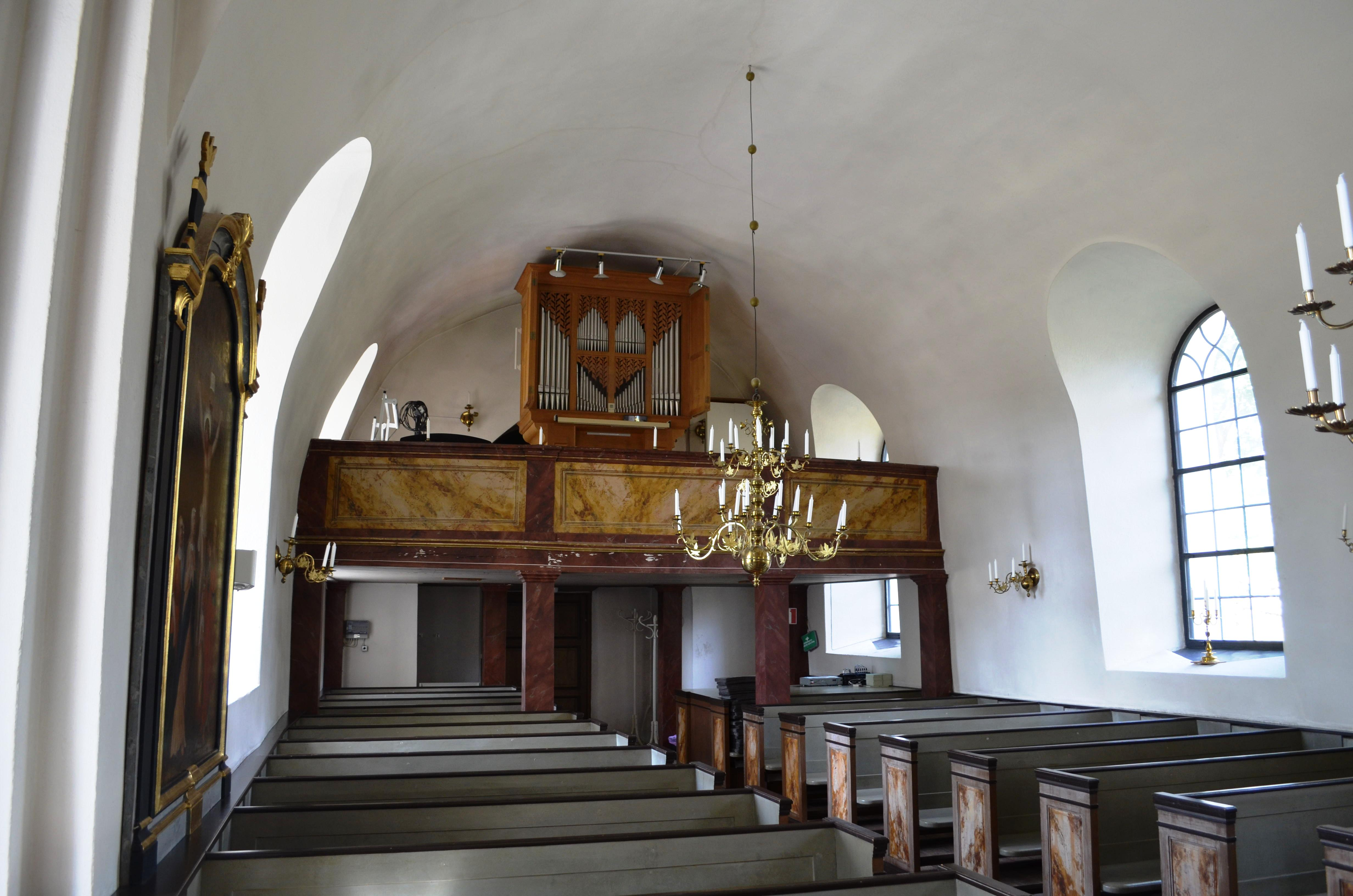
Tystberga kyrkas kyrkorgel
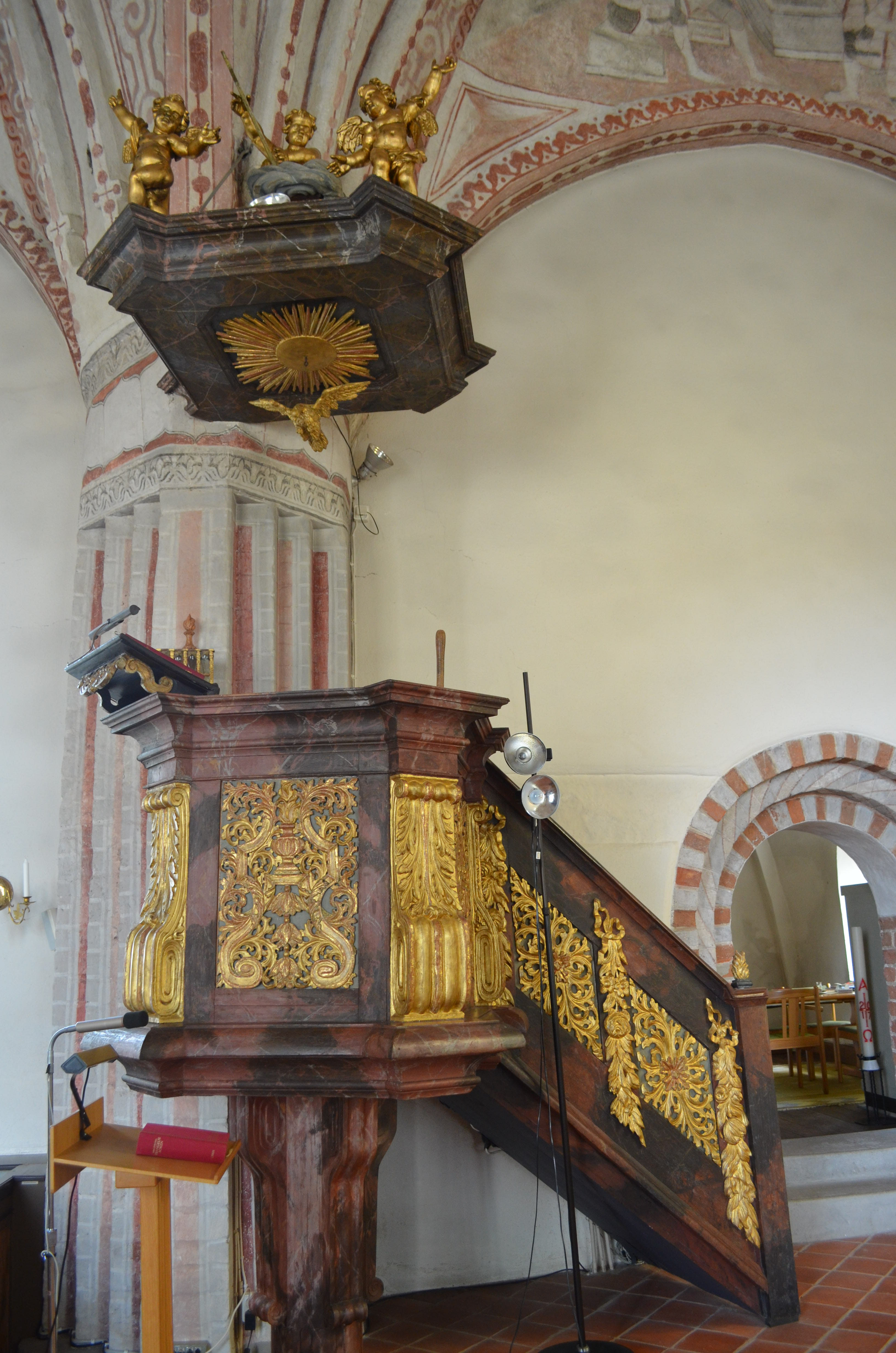
Tystberga kyrkas predikstol
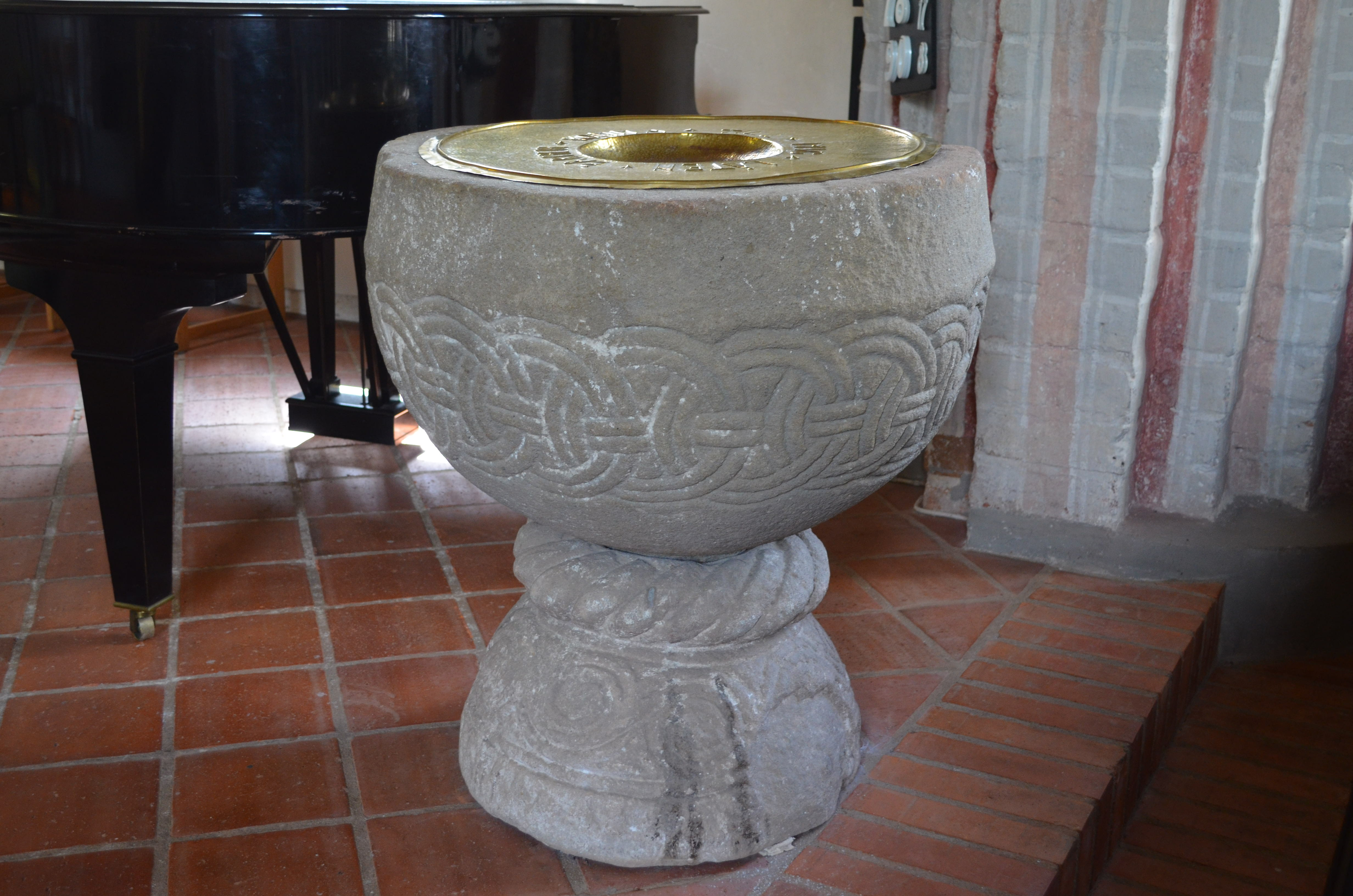
Tystberga kyrkas dopfunt

### Webbkällor
- Svenska Kyrkans webbplats
- byggnadspresentation
- Historiska museet:bildvärld 930529F1 Dopfunt